# Église Saint-Jean-Baptiste de Geaune
Pour les articles homonymes, voir Église Saint-Jean-Baptiste.
L'église Saint-Jean-Baptiste est une église catholique située dans la commune de Geaune, dans le département des Landes, en France.

## Historique
Construit à l'origine au XVe siècle, entre 1401 et 1452, l'édifice de style roman a subi d'importantes dégradations en 1569 au cours des guerres de religion, lorsque les troupes protestantes détruisirent les autels et le mobilier. 
En 1793, le clocher fut décapité et les voûtes en pierre abattues. Elles ne furent reconstruites qu´au XIXe siècle ; le clocher a été classé au titre des monuments historiques par arrêté du 18 juillet 1973 et l'église elle-même inscrite en totalité à la même date.

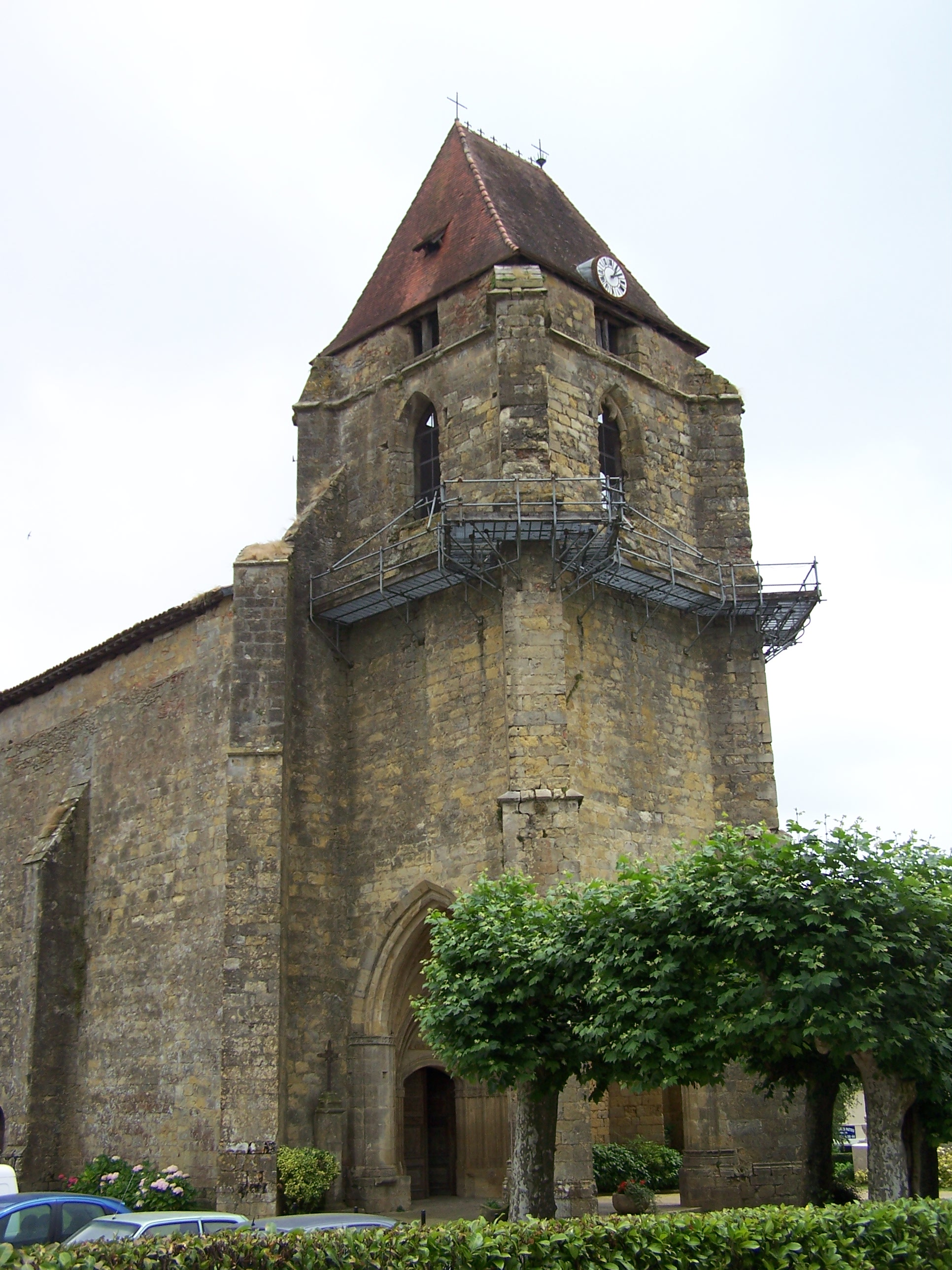
Vue nord-ouest de l'église (juin 2008)
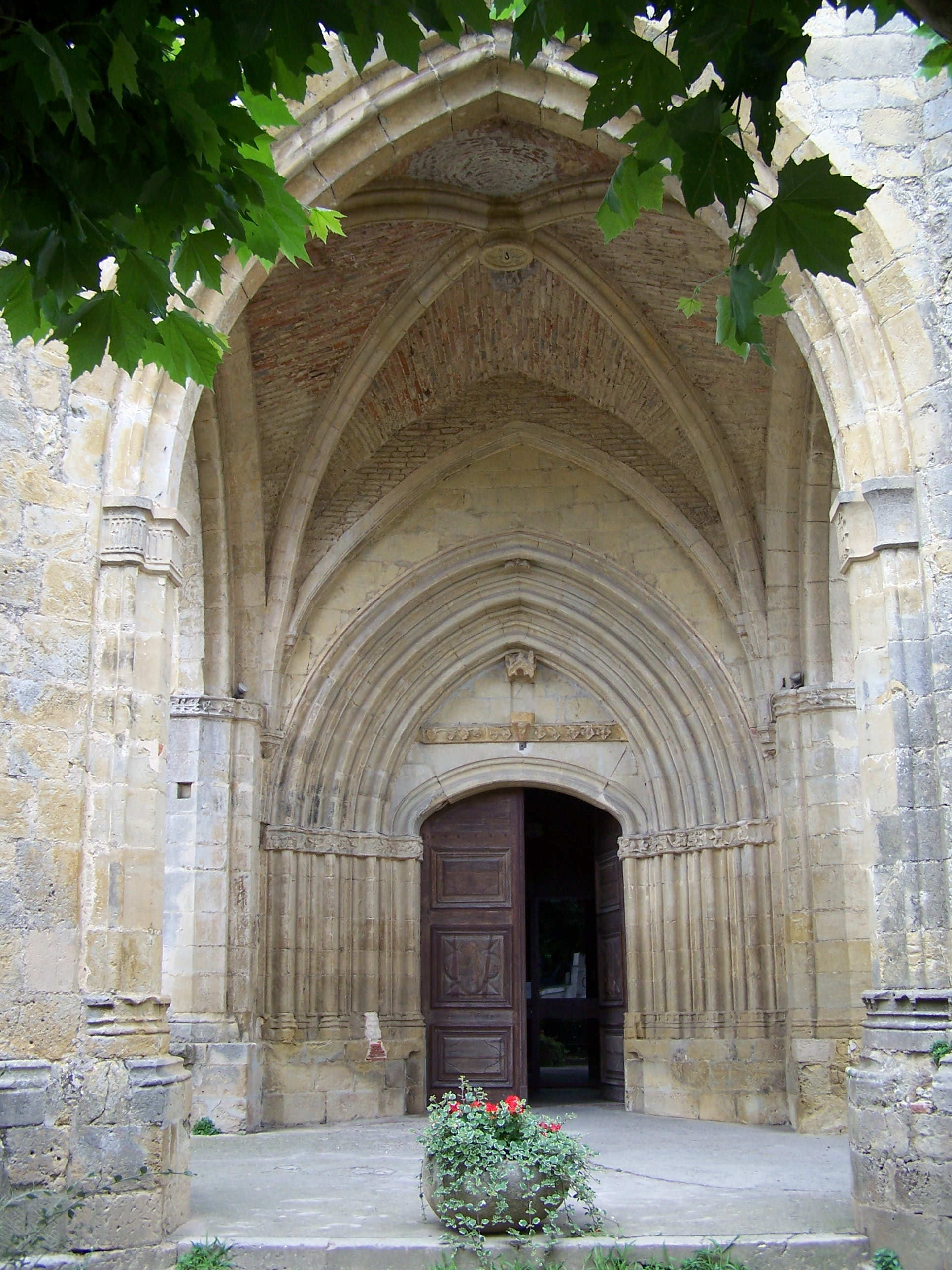
Le portail face à l'ouest (juin 2008)